# L'Èrm
L'Èrm (francès L'Herm) és un municipi francès, situat a la regió d'Occitània, departament de l'Arieja.